# Kasteel Wambach
Kasteel Wambach of kasteel Wambeke is een verdwenen kasteel in Tegelen, heden een stadsdeel van de Nederlandse gemeente Venlo. Tegenwoordig ligt op deze plek de Wambachgroeve welke een voormalige kleigroeve en vuilstortplaats is. Vlak bij deze plek ligt de aan de bijbehorende boerderij herinnerende wijk Wambacherhof.

## Geschiedenis
In de middeleeuwen diende het waterslot als bewaking van de oostelijke toegang van Tegelen; ten noorden van het kasteel liep de enige weg van Steyl, de Gulikse stapelplaats aan de Maas, naar Kaldenkerken, de hedendaagse Kaldenkerkerweg. De oudst bekende vermelding van het kasteel dateert uit 1326. Dat jaar werd Henrick die Lange van Cryeckenbeke bedeeld met den hoff te Wambeke, met der meulen, thiende ende rente, die daerto behoren. Daarna kwam het goed in bezit van diverse heren van Tegelen, waaronder de families van Tegelen, van Holtmeulen en in de 18e eeuw baron Joachim Reinhold Von Glasenapp. Het kasteel was in die tijd het jachtslot van kasteel Holtmühle. In de 19e eeuw werd het goed met de bijbehorende landbouwgronden als boerderij verpacht.
Tijdens de Tachtigjarige Oorlog werd het kasteel verwoest, maar het werd in 1619 opnieuw opgebouwd en in 1774 nog eens uitgebreid. Om die reden droeg het slot het ankerjaartal 1774 en de boerderij het ankerjaartal 1619. Tijdens de Franse Tijd waren het kasteel en bijbehorende hoeve met bijgebouwen de enige gebouwen op het Tegelse hoogterras.  De Wambacher molenbeek en de gracht om het goed waren door de kleiafgravingen al verdwenen toen de gebouwen in 1962 afgebroken werden om plaats te maken voor een uitbreiding van de klei- en zandgroeve van kleiwarenfabriek Russel-Tiglia.  Binnen enkele jaren was het voormalig perceel van Kasteel Wambach afgegraven en herinnerde alleen de hierdoor ontstane groeve hieraan. Nadat de kleiwinning voorbij was werd de groeve een tijdlang vuilstortplaats voor de regio. Na herstructurering werd in het gebied een hertenkamp en visvijver aangelegd. In 2007 werd het gebied ingericht als wandelgebied. Het bekende Pieterpad loopt over de heuvel van de voormalige stortplaats waar ooit kasteel Wambach stond.

## Beschrijving
Kasteel Wambach was een eenvoudig, vierkant gebouw, opgetrokken in baksteen met twee traveeën. Het telde, behalve de begane grond, twee verdiepingen, afgesloten met een mansardedak. Het slot was omgracht en had een oppervlakte van ongeveer 40x75 m. De grachten werden gevoed door de Wambacher Molenbeek, die ontsprong bij een bron op de Heide en ook de Wambachermolen aandreef. Ten zuidwesten van het slot lag een bij het landgoed horende boerderij met daar tegenover lage dienstgebouwen.